# Ben G. Fodor
Ben G. Fodor (* 21. Februar 1953 in Dorog) ist ein aus Ungarn stammender, in Wien lebender Künstler.

## Leben
Ben G. Fodor arbeitete im kommunistischen Ungarn nach einem Maschinenbaudiplom an der technischen Hochschule Budapest als Dreher, Hochseematrose und technisch-chemischer Facharbeiter. Nach seiner Flucht nach Österreich 1981 war er zuerst als Transportunternehmer, Buchhändler, dann als Fotograf tätig. Seit 2000 ist er freischaffender Künstler.
Ben Gyula Fodor arbeitet in den Medien Fotografie, Installation, Zeichnung, Performance. Fotografie nutzt er ungegenständlich wie auch gegenständlich. Er inszeniert Serien mit Darstellern (Eat Me) oder mit sich selbst als Performer vor der Kamera (Future Skills). Kombiniert werden von ihm Fotoarbeiten historischer Bauwerke und Monumente mit architektonischen Holzskulpturen und Zeichnungen (Incipit Vita Nova). Oder er kreiert immaterielle Architekturen mittels Bewegung von Lichtquellen bei Langzeitbelichtung (Carmine). Fodors spezielles Interesse gilt der künstlerischen Untersuchung vergangener und aktueller Utopien; der Auseinandersetzung mit dem „Schwebezustand“, der die kreative und bereichernde Seite der Entwurzelung durch Migration darstellt. Und es geht ihm um die Überwindung des konventionellen perspektivischen Sehens und damit um eine neue Räumlichkeit – im Bildraum und darüber hinaus.

## Ausstellungen

### Einzelausstellungen (Auswahl)
- 2019: Parallel Vienna: artist statement, Wien / AT[1]
- 2018: Belvedere 21: Performance Was Utopie ist. Elektro-philosophische Odyssee, Wien / AT[2]
- 2017: Vienna Art Week / Marcello Farabegoli Projects & Rudolf Leeb Galerie: Carmine, Wien / AT[3][4]
- 2015: Kunstsammlung Jena: Incipit Vita Nova, Jena / DE[5]
- 2014: The Barn, St. John’s College Oxford in Kooperation mit ZKM Karlsruhe: Total Potemkin, Oxford / GB[6]
- 2012: MuseumsQuartier (Summer of Fashion) / Leopoldmuseum: Performance Madonna Now, Wien / AT[7]
- 2005: Galerie Christine König: Semtükvel. An der Grenze des Sehens, Wien / AT[8]

### Gruppenausstellungen (Auswahl)
- 2020: Walden Kunstausstellungen: Nichts außer Zeichnungen Vol. 6, Berlin / DE[9]
- 2019: Vasarely Museum: Moon Museum, Budapest / HU[10]
- 2018: Ars Electronica: Carmine, Linz / AT[11]
- 2016: The School of Kyiv / Department Vienna; Fodor’s Wall, Vienna / AT[12]
- 2016: Ludwig Museum Budapest: #Bartók, Budapest / HU[13]
- 2008: Steirischer Herbst /  Minoriten Galerien: Wie du mir – Gegenbilder für transkulturelles Denken und Handeln, Graz / AT[14]
- 2003: Kunsthalle Wien: Attack – Kunst und Krieg in den Zeiten der Medien, Wien / AT[15]

## Sammlungen (Auswahl)
- Museum Moderner Kunst Stiftung Ludwig Wien / AT[16]
- Museum der Schönen Künste Budapest / HU
- Kunstsammlung Jena / DE
- Wien Museum / AT[17]
- Sammlung Minoriten Galerien Graz / AT[18]
- Sammlung Banca Carige, Genova / IT[19]

## Bibliografie (Auswahl)
- In: Sprachfelder 16. Kuratiert von Cathrin Pichler, Der Standard, museum in progress, 15. Februar 2002
- In: Sprachfelder 20. Kuratiert von Cathrin Pichler, Der Standard, museum in progress, 18. April 2002
- Maria Schindelegger: Gyula Fodor, „Eat me“. In: EIKON #46, 2004.
- Mark Gisbourne: Konstellationen. In: Ben G. Fodor, noosphere. Künstlerbuch. Salamon Verlag, 2007.
- Veröffentlichung von ca. 100 Arbeiten im Almanach (und den Programmheften) der Salzburger Festspiele, Residenz Verlag, Salzburg 2007.
- Sylvère Lotringer: Utopia revisited. In: Ben G. Fodor, Incipit Vita Nova. Künstlerbuch. Hrsg. Dorothee Frank. Kerber Verlag, 2014.[20]
- Georg Schöllhammer: Frühstück mit Fodor. In: Ben G. Fodor, Incipit Vita Nova. Künstlerbuch. Hrsg. Dorothee Frank. Kerber Verlag, 2014.[21]
- Anna Soucek: Die Bilder nur mit den Augen speichern. In: Radio Österreich 1, 8. Oktober 2014
- Monika Mertl:  Ohne Begehren kein Sehen. In: Die Presse, 19. Mai 2017
- Martina Genetti: Kunst auf der parabolischen Bahn. In:  salto.bz, 30. November 2017.
- Désirée Hailzl: Ben G. Fodor - Carmine: Rote Liniengefüge auf Schwarz. In: artmagazine.cc, 4. Dezember 2017.
- Georg Schöllhammer: Ben G. Fodor – Inszenierte Architekturen. In: fair, Magazin für Kunst & Architektur, 02/2018.